# Amigos - Vol. 2
Amigos - Vol. 2 é um álbum do grupo Amigos, lançado em 1997, e contém o show gravado do especial de final de ano da Rede Globo exibido em 25 de dezembro de 1996.

## História
O show Amigos foi uma série de especiais musicais com as duplas sertanejas Chitãozinho & Xororó, Zezé Di Camargo & Luciano e Leandro & Leonardo, exibidos de 1995 a 1998 na programação de fim de ano da Rede Globo. 

## Faixas[1]
| N.º | Título                                                     | Compositor(es)                                                                     | Intérprete (s)                                                                                      | Duração |  |
| 1.  | "Pot-Pourri: Viola Enluarada / Vamos Dar as Mãos e Cantar" | Marcos Valle / Paulo Sérgio Valle; Silvio César                                    | Leandro & Leonardo, Chitãozinho & Xororó, Zezé Di Camargo & Luciano                                 |         |  |
| 2.  | "Você É Desejo, E Eu Sou Paixão (Right Here Waiting)"      | Richard Marx (versão: Fátima Leão)                                                 | Leandro & Leonardo                                                                                  |         |  |
| 3.  | "Pot-Pourri: Minha Gioconda / Horizonte Azul"              | Vicente Celestino; Mont'Alve / Sant'Ana / J. A. Longo                              | Chrystian & Ralf; Leandro & Leonardo, Chrystian & Ralf (participação especial)                      |         |  |
| 4.  | "Não Aprendi a Dizer Adeus"                                | Joel Marques                                                                       | Leandro, Zezé Di Camargo                                                                            |         |  |
| 5.  | "Preciso Ser Amado"                                        | César Augusto / Piska                                                              | Zezé Di Camargo & Luciano                                                                           |         |  |
| 6.  | "Pot-Pourri: 1, 2, 3 / Menina Veneno"                      | Paulo Debétio, Ritchie / Bernardo Vilhena                                          | Gian & Giovani; Zezé Di Camargo & Luciano / Gian & Giovani (participação especial)                  |         |  |
| 7.  | "Você Vai Ver"                                             | Elias Muniz / Carlos Colla                                                         | Luciano, Xororó                                                                                     |         |  |
| 8.  | "Coração Sertanejo"                                        | Neuma Morais / Neon Moraes                                                         | Chitãozinho & Xororó                                                                                |         |  |
| 9.  | "Pot-Pourri: Estoy Enamorado / Evidências"                 | Donato Poveda / Estefano (versão: Carlos Colla); José Augusto / Paulo Sérgio Valle | João Paulo & Daniel; Chitãozinho & Xororó / João Paulo & Daniel (participação especial)             |         |  |
| 10. | "Página de Amigos"                                         | Rick / Alexandre                                                                   | Chitãozinho, Leandro                                                                                |         |  |
| 11. | "Luar do Sertão"                                           | João Pernambuco / Catulo da Paixão Cearense                                        | Leandro & Leonardo, Chitãozinho & Xororó, Zezé di Camargo & Luciano, Simone (participação especial) |         |  |
| 12. | "Pot-Pourri: Romaria / Cálix Bento"                        | Renato Teixeira; Domínio Público                                                   | Leandro & Leonardo / Chitãozinho & Xororó / Zezé Di Camargo & Luciano                               |         |  |
| 13. | "Instrumental"                                             | Paulo Henrique                                                                     | Instrumental                                                                                        |         |  |